# Kaniuczyce
Kaniuczyce (biał. Канюцічы, ros. Канютичи) – wieś na Białorusi, w obwodzie mińskim, w rejonie mińskim, w sielsowiecie Siennica.